# Monoxia grisea
Monoxia grisea är en skalbaggsart som beskrevs av Blake 1939. Monoxia grisea ingår i släktet Monoxia och familjen bladbaggar. Inga underarter finns listade i Catalogue of Life.